# Ried (distrikt)
Ried är ett distrikt (Bezirk) i det österrikiska  förbundslandet Oberösterreich. Dess huvudort är Ried im Innkreis. I norr gränsar distriktet till Bayern i Tyskland.
Distriktet delas in i en stadskommun, åtta köpingskommuner och 27 kommuner:
Stadskommun (Stadtgemeinde):
- Ried im Innkreis

Köpingskommuner (Marktgemeinden):
- Aurolzmünster
- Eberschwang
- Lohnsburg am Kobernausserwald
- Mettmach
- Obernberg am Inn
- Reichersberg
- Sankt Martin im Innkreis
- Taiskirchen im Innkreis

Kommuner (Gemeinden):
- Andrichsfurt
- Antiesenhofen
- Eitzing
- Geiersberg
- Geinberg
- Gurten
- Hohenzell
- Kirchdorf am Inn
- Kirchheim im Innkreis
- Lambrechten
- Mehrnbach
- Mühlheim am Inn
- Mörschwang
- Neuhofen im Innkreis
- Ort im Innkreis
- Pattigham
- Peterskirchen
- Pramet
- Sankt Georgen bei Obernberg am Inn

Kommunerna i distriktet Ried im Innkreis

- Sankt Marienkirchen am Hausruck
- Schildorn
- Senftenbach
- Tumeltsham
- Utzenaich
- Waldzell
- Weilbach
- Wippenham